# Гражданская война в Мозамбике
Гражданская война в Мозамбике началась в 1976 году и продолжалась до 1992 года.

## Предпосылки
После Второй мировой войны началось необратимое крушение европейских колониальных империй. Однако португальские колонии, в частности Мозамбик, Португалия рассматривала как интегральную часть государства, и стремилась любой ценой удержать их. В 1964 году в стране началась вооружённая борьба против португальских колонизаторов. Основанная за рубежом национально-освободительная партия ФРЕЛИМО вела партизанскую войну и к моменту обретения страной независимости контролировала значительную часть территории страны.

## Независимость и гражданская война
25 апреля 1974 года диктаторский режим в Португалии был свергнут. Пришедшие к власти в Португалии «левые» предоставили колониям независимость, однако процесс политического оформления этого решения был отмечен большими недочётами, результатом чего стало водворение во всех трёх африканских колониях однопартийных политических систем. В Мозамбике руководящей партией стал ФРЕЛИМО во главе с Саморой Машелом. Был взят курс на строительство социализма и сотрудничество с СССР и КНР. Установилась однопартийная система, служба госбезопасности SNASP развернула массовые политические репрессии (среди жертв которых оказались и бывшие видные деятели ФРЕЛИМО, в том числе первый вице-председатель Фронта Уриа Симанго).
У ФРЕЛИМО было немало противников, самым крупным центром притяжения которых стало Мозамбикское национальное сопротивление (МНС, известное более по своему португалоязычному акрониму РЕНАМО), которое вело партизанскую борьбу против правительства в северных и центральных провинциях страны и пользовалось поддержкой сперва Родезии, а потом ЮАР. Первым лидером РЕНАМО был Андре Матсангаисса. После гибели Матсангаиссы в бою в 1979 году его сменил Афонсу Длакама. Политическую стратегию РЕНАМО до 1983 году определял Орланду Криштина (убит в Претории при неясных обстоятельствах), до 1988 года — Эво Фернандеш (убит в Лиссабоне, предположительно, в результате спецоперации SNASP).
Началом гражданской войны принято считать первую атаку РЕНАМО 30 мая 1977 года. Стратегия РЕНАМО в основном сводилась к диверсиям с тенденцией к максимизации экономического ущерба. До 1980 года опорные пункты РЕНАМО располагались и в Южной Родезии (нынешней Зимбабве), на определённых этапах использовалась также территория Малави. После водворения в Зимбабве власти коренного населения президент этой страны Роберт Мугабе поддержал борьбу мозамбикского правительства против РЕНАМО, которую с тех пор опекала внешняя разведка ЮАР. Военную помощь ФРЕЛИМО оказывали контингенты Танзании, Зимбабве и в конце 1980-х также Малави. В большинстве операций второй половины 1980-х годов зимбабвийская армия играла главную роль. В 1984 году ЮАР формально отказалась от поддержки РЕНАМО в обмен на вывод из Мозамбика баз Африканского национального конгресса и торговые преференции — Соглашение Нкомати, но негласно продолжала её. 19 октября 1986 года в авиакатастрофе погиб президент Мозамбика Самора Машел, самолёт которого, возможно, был направлен на ложный радиомаяк, установленный спецслужбами этой страны, однако расследовавшая катастрофу официальная комиссия пришла к выводу об ошибке пилотов.
После смерти Машела страной руководил Жоаким Чиссано, который начал либерализацию общественной жизни и переговоры с оппозицией. Видную роль в этом процессе со стороны ФРЕЛИМО сыграл генерал Жасинту Велозу, который в первые годы независимости Мозамбика возглавлял репрессивную службу SNASP. В условиях изменения политической картины региона и отказа новых властей ЮАР от поддержки РЕНАМО, в 1992 году заключено итоговое мирное соглашение. РЕНАМО стало легальной политической партией правого направления. Однако при периодических обострениях политической ситуации в Мозамбике вооружённые столкновения возобновляются.
На протяжении всей войны Советский Союз поддерживал правительственные силы, оказывая большую помощь в формировании регулярной армии (в стране постоянно находилась большая группа советников и технических специалистов из СССР) и поставляя ей большое количество вооружения. За годы войны погибли 6 советских военных советников (четверо погибли в засаде антиправительственных сил 26 июля 1979 года) и двое умерли от тропических болезней.